# 그레이스 도브
그레이스 도브(Grace Dove, 1988년 7월 25일 ~ )는 캐나다의 배우, 영화배우이다. 캐나다 여배우이자 TV 진행자이며, 2015년 영화 레버넌트: 죽음에서 돌아온 자에서 휴 글래스의 아내 역할로 일찍부터 알려졌다. 2018년 영화 하우 잇 엔즈(How It Ends)의 재능 있는 기계공인 리키(Ricki)도 마찬가지이다. 2022년 기준으로 ABC 네트워크 드라마 알래스카 데일리(Alaska Daily)에서 아카데미상을 두 번이나 수상한 힐러리 스왱크와 함께 실종 및 살해된 원주민 여성과 소녀(MMIWG)를 조명하는 기자 역으로 출연한다.

## 영화
- 하우 잇 엔즈 (2018년)
- 미노 비마디지윈 (2017년)
- 레버넌트: 죽음에서 돌아온 자